# Епархия Тайчжуна
Епархия Тайчжуна (лат. Dioecesis Taichungensis) — епархия Римско-Католической Церкви с центром в городе Тайчжун, Китайская Республика. Епархия Тайчжуна входит в митрополию Тайбэя. Кафедральным собором епархии Тайчжуна является церковь Иисуса Спасителя в городе Тайчжун.

## История
10 августа 1950 года Римский папа Пий XII издал буллу «Ut catholicae fidei», которой учредил апостольскую префектуру Тайчжуна, выделив её из архиепархии Тайбэя.
16 апреля 1962 года Римский папа Иоанн XXIII издал буллу "Cum Deo", которой преобразовал апостольскую префектуру Тайчжуна в епархию.

## Ординарии епархии
- епископ Уильям Френсис Купфер MM[1] (26.01.1951 — 25.06.1986);
- епископ Иосиф Ван Юйжун (25.06.1986 — 25.06.2007);
- епископ Мартин Су Яовэнь (25.06.2007 — по настоящее время).

## Источник
- Annuario Pontificio, Libreria Editrice Vaticana, Città del Vaticano, 2003, ISBN 88-209-7422-3
- Булла Ut catholicae fidei, AAS 43 (1951), стр. 150  (лат.)
- Булла Cum Deo iuvante, AAS 55 (1963), стр. 133  (лат.)